# Jaume Santiveri i Piniés
Jaume Santiveri i Piniés   (Benavarri, 1861 - 22 de maig de 1938) fou un empresari català, fundador de la Casa Santiveri, pionera de la dietètica als Països Catalans i a l'estat espanyol.

## Biografia
Jaume Santiveri tenia una camiseria al carrer del Call de Barcelona. Va emmalaltir de tuberculosi i els metges li van dir que no se'n sortiria. Santiveri va trobar a Alemanya Sebastian Kneipp, un naturista que tenia un balneari. Santiveri tornà curat a Barcelona i l'any 1885 convertí la camiseria en un centre macriobiòtic, on venia els productes de Kneipp.
Però el 1914, i a causa de la guerra, Santiveri va perdre la concessió de Kneipp i creà la seva pròpia fàbrica a l'actual barri barceloní de la Marina del Prat Vermell, amb una colònia per als treballadors. Santiveri es va fer famós en buscar un succedani del cafè, un malt, amb què es va donar a conèixer arreu del món. Va comprar un camió, el águila verde, el va obrir pels costats i va començar a repartir mostres gratuïtes de malt. Va inventar, doncs, un nou sistema de màrqueting per tot l'Estat espanyol. I es va fer molt ric. Va inventar noves maneres de venda gràcies al cosmopolitisme que li proporcionaven els viatges que feia. Va ser l'introductor a Barcelona de la marca Kellogg Company i va crear el producte Cerebrum, per reforçar la salut dels esportistes. El seu va ser un dels primers laboratoris que va crear un control de qualitat. Volia que els seus productes fossin excel·lents.
El 1908, en unió amb el Dr. Josep Falp i Plana i un grup de facultatius vegetarians, van crear la Lliga Vegetariana de Catalunya, que el 20 de març organitzà un banquet vegetarià a la sala principal de l'hotel Mundial Palace.
Casat amb Rosario Margarit i Carreras, va tenir quatre fills: Margarida, Benet, Rosario i Santiago. L'empresa Santiveri va ser continuada pel seu fill Santiago Santiveri i Margarit.